# Сомалија
Сомалија (сомал. ; арап. الصومال), или званично Савезна Република Сомалија (сомал. ; арап. جمهورية الصومال الفدرالية), држава је на истоку Африке, у региону познатом као Рог Африке. Граничи се са Џибутијем, Етиопијом и Кенијом.

## Историја
Сомалија је насељена још од Палеолита. Најстарији пећински цртежи постоје још од 9000 година п. н. е. и пронађени су у северном делу земље. Најпознатији је Ла Гаал културни комплекс у коме се налазе неки од најстаријих пећинских цртежа у Африци.
Током каменог доба на овом подручју су се развиле Дојанска и Харгезијска култура. Најстарији докази о погребним обичајима у Сомалији стари су око 6000 година. На археолошким налазиштима код Јалелеа у северној Сомалији 1909. године пронађена је „најважнија карика о универзалности у палеолитском добу између Истока и Запада“.
Древне пирамидалне структуре, гробнице, рушевине и камени зидови који се могу наћи у Сомалији су доказ постојања старе цивилизације која је некада цветала на Сомалском полуострву. Резултати археолошких ископавања и истраживања у том подручју показују да је та цивилизација познавала писмо, али оно је за сада недешифровано. Такође се сматра да су трговали са Старим Египтом и Микеном од другог миленијума п. н. е. Ови докази потврђују тврдњу да се на територији Сомалије некад давно налазила древна држава Пунт. Они су трговали тамјаном, ебоновином, стоком али и златом, слоновачом и животињским кожама. Древни Сомалци су припитомили камилу између 3. и 2. миленијума п. н. е. одакле се проширила на Стари Египат и Северну Африку. У класичном периоду, градови државе : Мосилон, Опоне, Малао, Мундус и Табе развили су уносну трговачку мрежу која је спајала : Феникију, Египат, Грчку, Партију, Краљевство од Сабе, Набатеју и Римско царство.
Индијски трговци су вековима доносили велике количине цимета са Шри Ланке и Индонезије у Сомалију и Арабију. Наводно је ово била најстроже чувана тајна арапских и сомалских трговаца у њиховој трговини са Римским царством и Грчком. Римљани су мислили да се цимет узгаја на Сомалском полуострву, али у ствари индијски трговци су га допремали бродовима. Трговци су (према договору између Арабљана и Сомалијаца) продавали по много већим ценама него што су га куповали, што је учинило трговину циметом веома профитабилном, посебно за сомалске трговце који су га поседовали у великим количинама.
Ислам се у овим крајевима проширио са Арапског полуострва убрзо након Хиџре. Крајем 9. века Ал-Јакуби је написао да муслимани живе на северној обали Сомалије. Такође је напоменуо да султанат Адал има главни град, сугеришући да његово седиште у граду Зејли датира још из 9. или 10. века. Током наредних векова седиште султаната је премештано више пута због напада непријатељских држава.
Независност Сомалиленда од Уједињеног Краљевства је проглашена 26. јуна, 1960, а 1. јула, 1960. се одиграло уједињење британског и бившег италијанско-сомалског протектората. Аден Абдулах Осман Даар (Aden Abdullah Osman Daar) је постављен за председника а Абдирашид Али Шермарке (Abdirashid Ali Shermarke) за премијера. Касније, током 1967, Мохамед Ибрахим Егал (Mohammed Ibrahim Egal) је постао премијер у влади Адена Абдулахија Османа (Aden Abdullahi Osman) (са надимком Аден Аде (Aden Adde)). Егал је касније изабран за председника самопрокламованог Сомалиленда. Умро је у болници у Преторији, 3. маја, 2002.
Крајем 1969, војна влада је преузела власт након убиства Шермаркеа, који је био изабран, и служио је као председник, од 1967. до 1969. Мохамед Сијад Баре (Mohamed Siad Barre), генерал у оружаним снагама, који је био савезник и помагао је у заштити владе Адена Абдулахија Османа, је постао председник 1969. након пуча. Револуционарни војни лидери, које је предводио Баре, су организовали велике јавне радне програме. Они су такође успешно спровели кампању описмењавања у урбаним и руралним крајевима, чиме је у великој мери повећана стопа писмености - са само 5% на 55% до средине 1980-их.
Грађански рат, са прекидима, траје у Сомалији од 1977. 1991, бунтовничке снаге, које је предводио Мохамед Фарах Аидид (Mohammed Farah Aidid), вођа Уједињеног сомалског конгреса (УСЦ), су изгнале Бареову владу. Исте године, северни део земље је прогласио независност као Сомалиленд; мада је де факто независан и релативно стабилан у односу на бурни југ, Сомалиленд не признаје ниједна страна влада.
Са почетком у 1993, двогодишњи напори Уједињених нација (првенствено на југу) су смањили глад у земљи. Уједињене нације су се повукле 3. марта 1995, у операцији Уједињени штит, претрпевши значајне губитке.
Још једна сецесија од Сомалије се одиграла у североисточном региону. Самопрокламована држава је узела име Пунтланд након проглашавања „привремене“ независности 1998, са намером да учествује у сомалском процесу помирења и формирању нове централне владе.
Трећа сецесија се догодила 1998. проглашењем државе Џубаланд. Територију Јубланда данас окружује држава Југозападна Сомалија, и њен статус је нејасан.
Четврти самопрокламовани ентитет, предвођен Раханвејнском армијом отпора (РРА), је успостављен 1999. Ова „привремена“ сецесија је учвршћена 2002, што је довело до де факто аутономије Југозападне Сомалије. РРА је прво успоставила аутономну управу над областима Беј Бакул у јужној и централној Сомалији 1999. године.
Сомалија је била једна од много земаља које су биле погођене цунамијем у Индијском океану, који је уследио након земљотреса у Индијском океану 2004. године.
Током 2006. Унија исламских судова, нова фракција у грађанском рату, заузима велики део јужне Сомалије. У децембру исте године Етиопија покреће Рат у Сомалији који у року од пар недеља ослобађа територију од Исламиста.

## Географија

### Положај
Државе са којима се Сомалија граничи су: Џибути, Етиопија и Кенија. Површина државе износи 637.657 km².
Сомалска обала са 2.720 km је најдужа на афричком континенту.

### Геологија и рељеф
Северни део земље брдовит је са надморским висинама од 1.000 до 2.000 m, а средишња и јужна подручја су равна са просечном висином испод 200 m.

### Воде
Реке Џуба и њена притока Шебели извиру у Етиопији и теку према југу у Индијски океан, али га Шебели не достиже, осим у кишном периоду.

### Клима
Клима је обележена високим температурама током целе године, сезонским монсунима и неправилном расподелом падавина са честим раздобљима суша. Средњи дневни температурни максимум је од 30 до 40 °C, осим на висинама и дуж источне обале. Средњи дневни минимум креће се између 15 и 30 °C.

## Административна подела
Сомалија је званично подељена на 18 управних региона. С обзиром да је држава у стању грађанског рата, на територији Сомалије је фактички формирано неколико нових држава, од којих су неке непризнате од стране владе Сомалије, док су друге признате као федералне јединице. Државе су:
- Сомалиленд
- Пунтленд
- Хатумо
- Галмудуг
- Химан и Хеб
- Југозападна Сомалија
- Џубаленд

За разлику од Сомалиленда, који је прогласио сопствену независност, остале проглашене државе не теже независности, већ аутономији у будућој федералној Сомалији. Без обзира на то, све ове државе су мање-више фактички независне од сомалске владе.

## Становништво
За афричку земљу Сомалија је неуобичајено етнички хомогена, од 10 милиона становника, чак 85% становништва чине етнички Сомалци који су, међутим, подељени у многе кланове, историјски сукобљене око оскудних природних ресурса. Готово сви становници по вероисповести су муслимани. Осим службених сомалског и арапског, у употреби су енглески и италијански језик.

## Привреда
Због потпуног недостатка државне контроле, сомалска привреда је једна од најнерегулисанијих на свету. Сомалија је једна од најсиромашнијих светских земаља: социјални, здравствени и образовни систем готово да и не постоје. Већина становника бави се номадским сточарством. Занимљиво је да Сомалија због одсутности државне регулативе има један од најпропулзивнијих телекомуникационих сектора у регији. Од валута, највише се користи амерички долар. Нема средишње националне банке па неке фирме и властодршци штампају сопствени новац. Значајан извор прихода Сомалијаца представљају и дознаке многобројне дијаспоре.
БДП је за 2004. процењен на 600 УСД по становнику (мјерено по ППП-у).